# Nino de Angelo
Nino de Angelo (nascido Domenico Gerhard Gorgoglione, Karlsruhe, Alemanha, 18 de dezembro de 1963), é um cantor e ator alemão de origem italiana, que representou a Alemanha no Festival Eurovisão da Canção 1989, com a canção "Flieger".
Alcançou um êxito menor no UK Singles Chart com versão em alemão da canção "Guardian Angel", "Jenseits von Eden", que foi número 1 por dez semanas nas paradas musicais da Alemanha, enquanto que uma versão em italiano foi número 1 em França por cinco semanas. Além disso, colaborou com a banda alemã Mr. President, interpretando a canção "Olympic Dreams" do álbum "We See the Same Sun".

## Discografia

### Álbuns
- 1983: Junges Blut
- 1984: Jenseits Von Eden
- 1984: Nino
- 1984: Zeit Für Rebelle
- 1985: Time To Recover
- 1986: Ich suche nach Liebe
- 1987: Durch tausend Feuer
- 1988: Baby Jane
- 1989: Flieger
- 1989: Samuraj
- 1991: De Angelo
- 1993: Verfluchte Zeiten
- 2000: Schwindelfrei
- 2002: Solange man liebt
- 2003: Zurück nach vorn
- 2004: Un Momento Italiano
- 2005: Nino
- 2012: Das Leben ist schön
- 2014: Meisterwerke – Lieder meines Lebens
- 2017: Liebe für immer

### Singles
- 1983: "Jenseits von Eden"
- 1984: "Atemlos" / "Gar Nicht Mehr"
- 1984: "Giganti" / "Tempo Verra"
- 1984: "Guardian Angel"
- 1984: "Unchained Love"
- 1984: "Wir Sind Giganten" / "Zeit Für Rebellen"
- 1989: "Flieger" / "Laureen"
- 1989: "Samuraj"
- 1989: "If There Is One Thing That's Forever"
- 2001: "Engel"
- 2002: "Ich mach' meine Augen zu (Everytime)" (com Chris Norman)
- 2002: "Wenn du lachst"
- 2004: "Komm zurück zu mir"